# 光果微孔草
光果微孔草（学名：Microula leiocarpa）是紫草科微孔草属的植物，是中国的特有植物。分布在中国大陆的云南等地，生长于海拔2,700米的地区，一般生长在山谷沟边，目前尚未由人工引种栽培。